# Снежный вьюрок
Снежный вьюрок, или альпийский вьюрок, или снежный воробей (лат. Montifringilla nivalis) — птица семейства воробьиных.

## Внешний вид
Заметно крупнее домового воробья. Голова серая, спина и крылья коричневые, хвост и пятно на горле чёрные. Низ тела, полосы на крыльях и хвосте белые. Самцы и самки по окраске почти не отличаются. Молодые буровато-серые без чёрных и белых пятен.

## Распространение
Обитает в Альпах, Карпатах, Балканах, на Кавказе, в горах Средней и Центральной Азии.

## Образ жизни
Высокогорный вид, держится обычно небольшими стайками. Зимой иногда спускается в предгорья, и подобно другим воробьям, залетает в населённые пункты. По земле передвигается прыжками, полёт стремительный, очень маневренный. Голос — громкое чириканье, а песня довольно мелодична и приятна для слуха.

## Размножение

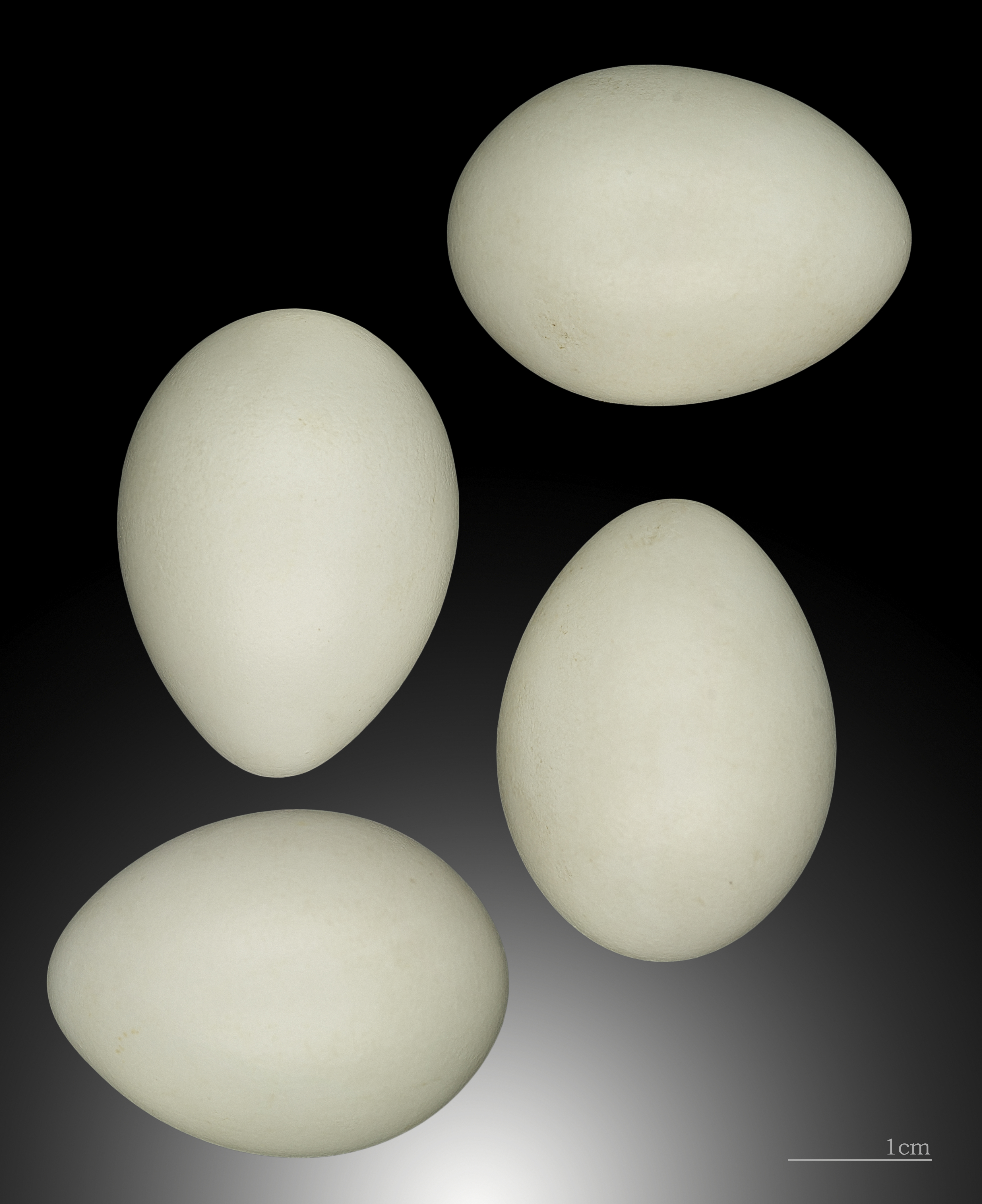
Montifringilla nivalis

Гнездование довольно позднее: в мае — июне. Гнездится в щелях скал, в норах, нередко в постройках человека. В кладке 4 — 5 чисто-белых яиц.